# Thelypteris quelpaertensis
Espèce
Thelypteris quelpaertensis est une espèce de fougères de la famille des Thelypteridaceae. Elle pousse dans les zones tempérées froides de la Chine, du Japon, de la Corée, dans le centre et le nord-ouest de l'Europe, et dans le nord-ouest de l'Amérique du Nord.